# Solovej (singolo)
Solovej (in ucraino Соловей?) è un singolo del gruppo musicale ucraino Go_A, pubblicato il 4 marzo 2020.
Dopo aver vinto il Vidbir 2020 avrebbe dovuto rappresentare l'Ucraina all'Eurovision Song Contest 2020, prima che l'evento fosse cancellato a causa della pandemia di COVID-19.

## Pubblicazione e composizione
Il brano è stato scritto in lingua ucraina da Kateryna Pavlenko, autrice delle musiche con il polistrumentista Taras Ševčenko.
Inizialmente il brano era stato pubblicato in formato digitale ma dopo la vittoria al Vidbir, il 4 marzo 2020 ne è stata pubblicata la versione definitiva.

## Descrizione
Il brano si presenta melodicamente come un incrocio tra l'EDM e la musica popolare ucraina.
А мені на серденьку знов не веселенько

Соловей, соловей ой як мені бути

Вміла його полюбити – не вміла забути»
Poiché il mio cuore non sarà mai più felice

Usignolo, usignolo come posso

Amarlo – non posso dimenticarlo»
Il testo, composto in pentametri giambici, parla di una storia d'amore nella campagna dove la protagonista, contro il volere della madre, tenterà di incontrare l'innamorato pregando l'usignolo (in ucraino appunto "Соловей" Solovej) di non svegliare il mondo circostante. Tuttavia lei stessa si renderà conto che non è possibile continuare così anche se dimenticare l'amato sembra non esserle possibile.

## All'Eurovision Song Contest
Il brano fu selezionato per prendere parte al Vidbir 2020, il metodo di selezione adottato dall'Ucraina per selezionare il proprio rappresentante all'Eurovision Song Contest. Il gruppo si classificò al 2º posto nella semifinale, riuscendo a qualificarsi per la finale che vinse con 12 punti, ottenendo i massimi punteggi da televoto e giuria.
Pertanto ottenne il diritto di rappresentare l'Ucraina all'Eurovision Song Contest 2020, prima che l'evento fosse cancellato a causa della pandemia di COVID-19. Nonostante ciò è stato successivamente rivelato che il gruppo si sarebbe esibito 17° nella prima semifinale dell'evento.

## Tracce
Testi di Kateryna Pavlenko, musiche di Kateryna Pavlenko e Taras Ševčenko.
1. Solovej – 2:56
2. Solovej (versione strumentale) – 2:56

## Classifiche
| Classifica (2020) | Posizione massima |
| ----------------- | ----------------- |
| Ucraina           | 15                |